# انجمن اجتماعی دادخواهان افغان
انجمن اجتماعی دادخواهان افغان  در سال ۱۳۸۶ توسط جمعی از خانواده‌های قربانیان سه دهه جنگ در کابل تأسیس و ثبت وزارت عدلیه گردید. هدف از ایجاد آن تلاش برای برقراری عدالت در کشور است و کار برای مستندسازی جنایات جنگی و به محاکمه کشاندن عاملان آن را در راس وظایفش قرار داده‌است.

## فعالیت‌های انجمن

### روز حقوق بشر
به تاریخ ۱۱ دسامبر ۲۰۱۳، برای تجلیل از روز جهانی حقوق بشر و بلند کردن فریاد قربانیان بیش از سه دهه جنگ برای عدالت و محاکمه جنایتکاران جنگی، "انجمن اجتماعی دادخواهان افغان" تظاهراتی را در شهر کابل راه انداخت. به ادامه تظاهرات، اشتراک کنندگان بر سر قبرهای جمعی واقع افشار سیلو رفته بر از قربانیان یادبود به‌عمل آوردند. این حرکت نمادین به یاد ده‌ها هزار شهروند افغان بود که طی جنگهای تنظیمی در کابل به قتل رسیدند. سخنرانان این مراسم با گذاشتن گل بر سر قبرهای جمعی، عاملان این جنایات را که امروز هم در قدرت اند محکوم نموده تعهد نمودند که تا محاکمه و مجازات عاملان این فجایع آرام ننشینند.

### قتل‌عام یکاولنگ
در سیزدهمین سالیاد قتل‌عام وحشیانه طالبان در یکاولنگ بامیان، به تاریخ ۱۹ جدی ۱۳۹۲ (۹ ژانویه ۲۰۱۴) «انجمن اجتماعی دادخواهان افغان» همراه با خانواده‌های قربانیان محفل بزرگی را در یکاولنگ برگزار نمود. درین محفل که بیش از دوهزار تن شرکت نموده بودند، ویدا احمد رئیس انجمن سخنرانی نموده به بازماندگان قربانیان تعهد سپرد که تا کشانیدن عاملان یکچنین فجایع به محاکمه از تلاش و دادخواهی دست برنخواهد داشت.

### لیست مرگ
بخاطر یادبود از قربانیان دوره خلق و پرچم، انجمن به تاریخ ٢١ قوس ١٣٩٢ (١٢ دسامبر ٢٠١٣) بر قبرهای جمعی جانباختگان در پولیگون پلچرخی اکلیل گل گذاشت و صدها تصویر از شهدایی را که نام‌های ٥٠٠٠ تن آنان در «لیست مرگ» منتشر شده‌است در ساحه‌ پولیگون نصب نمود. در این مراسم تعداد وسیعی از فامیل‌های قربانیان شرکت نموده بودند که در سخنرانی‌های شان از خاطرات تلخ آن روزگار و ناپدید شدن عزیزان شان یاد کرده تعهد سپردند که تا محاکمه عاملین این جنایات آرام نخواهند نشست.

## نمایشگاه‌های عکس

### قصر دارالامانکابل
انجمن اجتماعی دادخواهان افغان بیش از یکهزار عکس از چهار دوره خونبار جنگ و وحشت در افغانستان و تصاویر جمعی از قربانیان بی‌گور و بی‌کفن را در قصر دارالامان به نمایش گذاشته است.

### سیاهروز اشغال افغانستان توسط روسیه
انجمن به مناسبت سیاهروز ششم جدی و تقبیح وحشیگریهای نوکران روس و جنایات سه دهه اخیر، هزاران تصویر از قربانیان جنگ و فجایع را در یک نمایشگاه کنارجاده‌ای در شهر کابل به نمایش گذاشته است.

### سالروزقیام ۲۴ حوت
به تاریخ ۲۸ حوت ۱۳۹۲ (۱۹ مارچ ۲۰۱۴) "انجمن اجتماعی دادخواهان افغان" نمایشگاه عکس کنار جاده ای را بمناسبت 24 حوت٬ سالروز قیام شکوهمند مردم هرات در مقابل اشغالگران روس٬ در شهر هرات راه اندازی نموده است.

### سیاهروزهایهفتم و هشتم ثور
برای یادبود از قربانیان فاجعه هشتم و هفتم ثور، به تاریخ ٩ ثور ١٣٩٣ (٢٩ اپریل ٢٠١٤) انجمن نمایش عکس کنارجاده‌ای را در جاده ده‌بوری کابل در جوار پوهنتون کابل راه انداخت. صدها عکس از قربانیان بیش از سه دهه جنگ و جنایات خلق و پرچم، تنظیم‌های جهادی، طالبان و نیروهای امریکایی و ناتو به نمایش گذاشته شد.

### سالگرد استرداداستقلال افغانستان
انجمن به تاریخ ۲۷ اسد ۱۳۹۳ (۱۸ آگست ۲۰۱۴) به مناسبت ۲۸ اسد،  گرامی داشت از ۹۵مین سالگرد استرداد استقلال افغانستان، هزاران تصویر از قربانیان جنگ و فجایع چهار دوره گذشته را در یک نمایشگاه کنارجاده‌ای در شهر کابل به نمایش گذاشت.